# Ada (cratère)
Pour les articles homonymes, voir Ada.
Le cratère Ada est un cratère d'impact de 2,09 km de diamètre situé sur Mars dans le quadrangle de Margaritifer Sinus. Il a été nommé en référence à la ville d'Ada en Oklahoma, aux États-Unis.